# Economía de Valencia (ciudad)

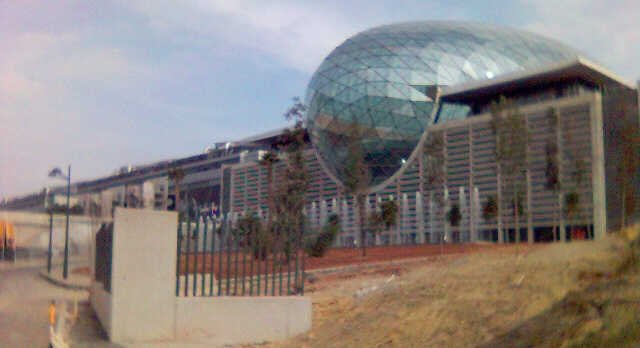
Feria muestrario Internacional Valencia.

Los inicios de la ciudad fueron como centro de avituallamiento y comercio del imperio romano, que luego más tarde con la llegada de la cultura Islámica, se crearon multitud de infraestructuras para facilitar el desecado y facilitar el riego de los campos del entorno de la ciudad, convirtiendo la ciudad en el centro de un auténtico vergel de campos y huertas.
También Valencia al igual que Toledo, se convirtió en una de las ciudades fronterizas más importantes, ya que se produjo un gran incremento del comercio entre las dos culturas reinantes en la península, creándose instituciones dedicadas al comercio e incluso acuñando moneda propia.
Valencia no puede huir de su historia y por tanto podemos afirmar que la ciudad su actividad económica se mueve en estos dos ejes el comercio y la agricultura, no deberíamos olvidar el turismo, ya que la propia ciudad dispone una oferta muy variada.

La economía de Valencia y su área metropolitana está, al igual que todo el entramado empresarial, muy ligada a las PYMES (pequeñas y medianas empresas), muy competitivas, siendo reconocido su carácter emprendedor y con una finalidad principalmente exportadora.
Como la ciudad es de gran importancia, también destaca en otros sectores como el artesanal, industrial, textil, etc.

## Agricultura

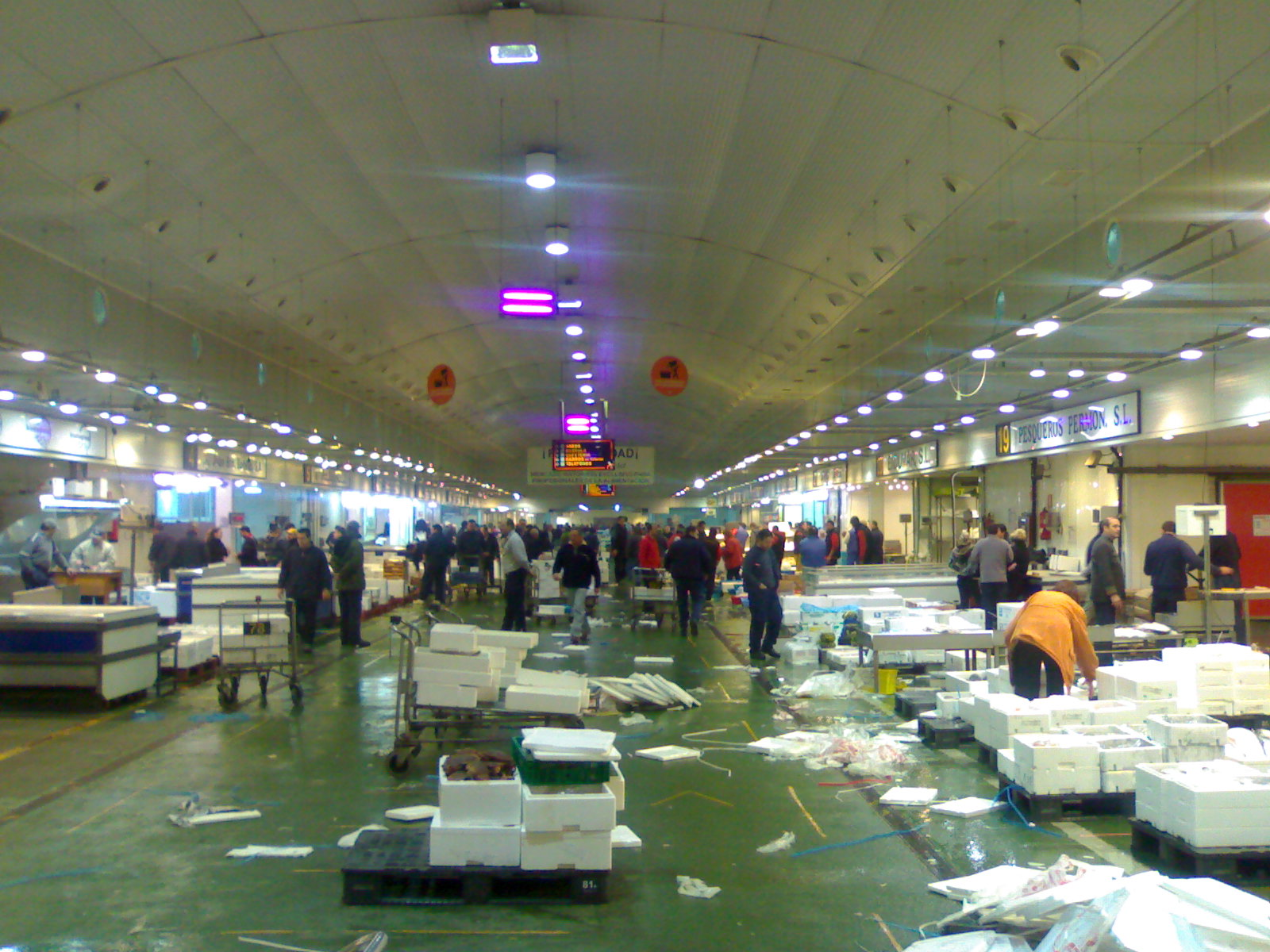
Centro de venta mayorista de productos agrícolas de Valencia.

En la actualidad, este sector casi se reduce a lo meramente simbólico, ya que estamos hablando de la ciudad. Las nuevas instalaciones portuarias han acabado con la zona sureste de la huerta, así como la ampliación propia de la ciudad, la construcción de la nueva ciudad sanitaria, nuevos viales y cinturones de la ciudad, prácticamente han acabado con los campos de cultivos. Actualmente queda al norte también el último reducto de la huerta, que está amenazada por los nuevos cinturones norte de la ciudad.
No obstante, la mayor concentración del comercio agrícola se realiza en Valencia, ya que por sus infraestructuras está preparada para la comercialización de los productos perecederos provenientes del campo. Tanto las instalaciones portuarias, y de ferrocarriles, son vías rápidas para su comercio, también cuenta con un centro de venta mayorista, este es Mercavalencia, en él se encuentra la sociedad de asentadores de frutas con más de 70 años de antigüedad, siendo esta su actual ubicación ya que empezó en el hoy antiguo mercado de abastos, también podemos encontrar la tira de contar, que finalmente fue reconocido como propio, el mercado de venta directa del agricultor.

## Textil
Este sector ha sufrido por el hecho de la competencia de terceros países. En Valencia ciudad no ha sido tan llamativo, debido a que en Valencia se define por su calidad, sobre todo en lo que se refiere a los tejidos de seda, su calidad es reconocida en todo el mundo y también tiene una larga historia, el gremio de sederos conocido como el Gremi de Velluters data de principios del siglo XIV, telas y confecciones han vestido a familias reales de España y Europa a lo largo de los tiempos, que decir que en la boda del entonces Príncipe de Asturias y actual rey Felipe VI de España, la novia vestía un traje confeccionado con seda valenciana.

## Industria

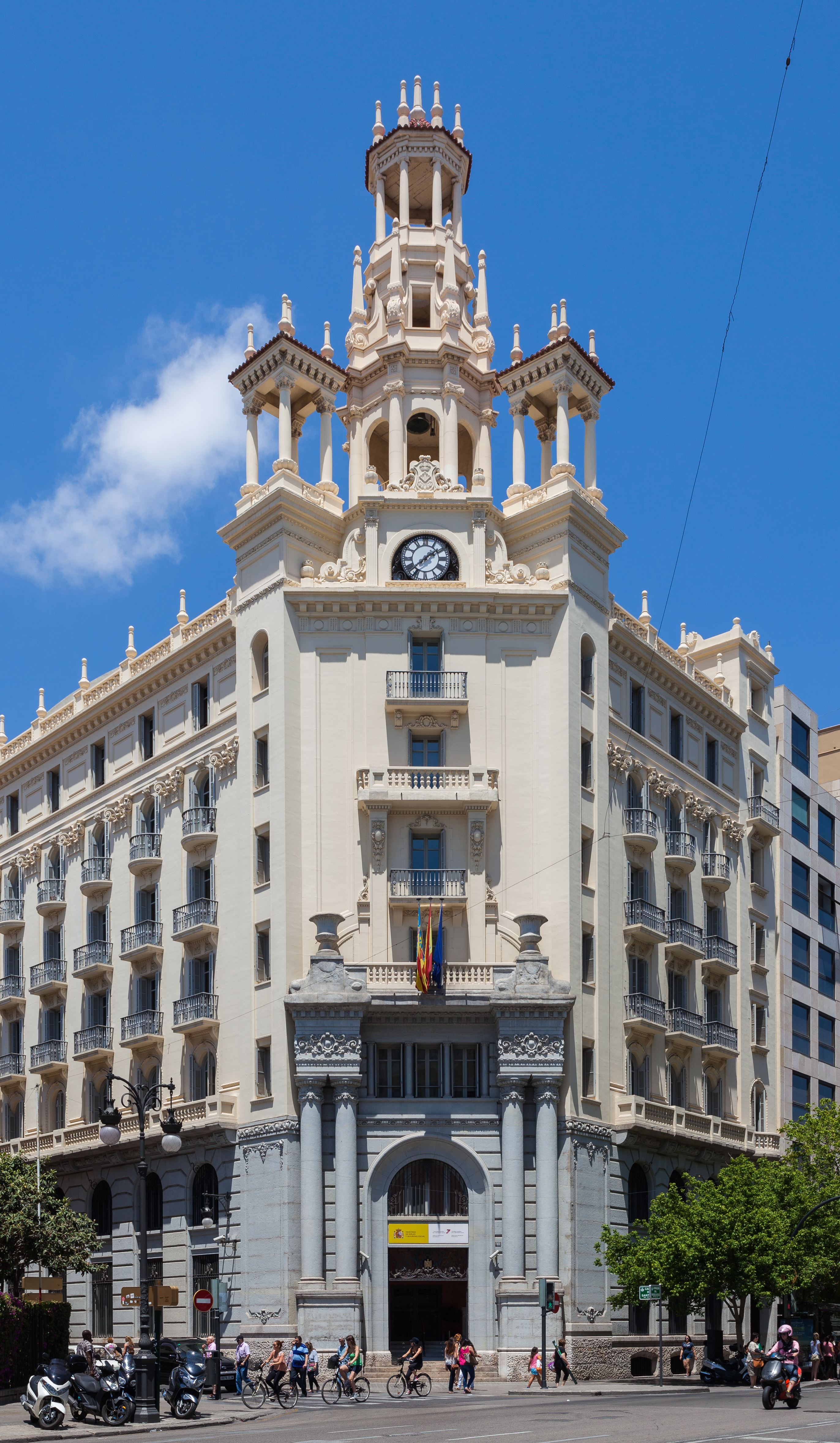
Delegación del Ministerio de Trabajo y Seguridad Social, Valencia.

Históricamente, a partir de la revolución industrial en el siglo XIX, Valencia, dentro de su mismo término municipal, ha sido cuna de numerosas empresas de diferentes sectores industriales, como la industria pesada, la fabricación de muebles, la fabricación de productos cerámicos, diversos tipos de industria alimentaria y más posteriormente se instalaría allí la industria automovilística. Hoy en día la presencia industrial dentro la ciudad es básicamente simbólica, solo dejando espacio para las PYMES y empresas familiares, ya que las grandes empresas, debido a las legislaciones actuales tuvieron que emigrar a las localidades limítrofes sufriendo estas un crecimiento exponencial, como podemos observar en los casos de: Manises vinculado fuertemente con el sector cerámico, Benetúser y Sedaví en el sector del mueble, Jijona con la industria alimentaria basada en el turrón o Paterna, albergando la práctica totalidad de la industria pesada en el ámbito de la Comunidad Valencia con la creación del polígono Fuente del Jarro, uno de los polígonos pioneros más grandes de España, y su parque tecnológico, uno de los más desarrollados del país. Bien es cierto que en la actualidad el 11% de la población activa valenciana trabaja en el sector de la construcción siendo esta industria, actualmente una de las más significativas de la comunidad, representando un 30% de la industria total Valenciana que es una de las más potentes de España con casi un 30% de la población activa en su haber. Como otras industrias menores en Valencia es justo destacar la industria textil, que aunque ha sufrido grandes pérdidas en los últimos años debido a la competencia desleal de terceros países sigue moviendo grandes cantidades de capital debido a su reconocida calidad en los mercados internacionales.

## Comercio
El sector comercial está bastante ligado a la agricultura, además de la existencia de numerosas agencias de transportes comerciales así como agentes comerciales. También existen otros sectores en los que se podría englobar el comercio como son la artesanía y el textil.

## Turismo
El turismo empezó en la segunda mitad del siglo XIX, con la aparición del ferrocarril, aunque limitado a las clases más pudientes. Como la costumbre de algunos habitantes de la ciudad era salir al campo y entornos cercanos de la ciudad, en la zona costera de la Malvarrosa y el Cabañal se construyeron casas como segundas residencias, además de un balneario en la misma playa de las Arenas. Era costumbre de la gente importante poseer alguna de estas casas, para su uso y el poder invitar a ellas a familiares y amigos. Un caso muy destacado es del escritor valenciano Blasco Ibáñez, siendo conocidas sus reuniones con pintores y filósofos de la época. Además, el 21 de julio de 1871 el ayuntamiento propuso celebrar una feria anual y una exposición de toda clase de productos, con la intención de atraer a los ciudadanos y forasteros en estos meses a la ciudad.
Tanscurrida la guerra civil, el turismo se incrementa, convirtiendo las playas en verdaderos centros turísticos, al tiempo que aumentaba la oferta de alojamientos y servicios. Con la masificación de los años 70, este sector se va extendiendo a otras poblaciones a lo largo de la costa, decreciendo así en la ciudad. No obstante, a partir de la década de 1990 con la construcción de la Ciudad de las Artes y las Ciencias, la rehabilitación del casco antiguo, la restauración de muchos monumentos y la apertura de nuevos museos, Valencia se ha convertido en un importante centro de turismo cultural.

## Infraestructuras
- Puerto de Valencia

El puerto comercial de Valencia es, según fuentes del Ministerio de Fomento, el primer puerto español en tráfico de contenedores y el primero en volumen de mercancías  y se encuentra entre los 10 primeros de Europa en cuanto a tráfico de mercancías.
- Feria Valencia

Es la primera institución ferial de estas características fundada en España en 1917.